# Buc (Yvelines)
Buc is een gemeente in het Franse departement Yvelines (regio Île-de-France) en telt 5764 inwoners (1999). De plaats maakt deel uit van het arrondissement Versailles.

## Geografie
De oppervlakte van Buc bedraagt 8,1 km², de bevolkingsdichtheid is 711,6 inwoners per km².
De onderstaande kaart toont de ligging van Buc (Yvelines) met de belangrijkste infrastructuur en aangrenzende gemeenten.

## Demografie
Onderstaande figuur toont het verloop van het inwonertal (bron: INSEE-tellingen).